# Diplocolenus melichari
Diplocolenus melichari är en insektsart som beskrevs av Dlabola 1951. Diplocolenus melichari ingår i släktet Diplocolenus och familjen dvärgstritar. Inga underarter finns listade i Catalogue of Life.